# Victor Bernard
Victor Bernard fue un escultor francés, nacido en 1817 en Sarrebourg y fallecido en 1892 en la misma ciudad. Su obra más reconocida es el retrato en busto de Carpeaux.

## Datos biográficos
Fue alumno de François Rude (1784-1855) y David d'Angers (1788-1856).
En la exposición de París de 1849, presentó un busto del abate Étienne Bonnot de Condillac. 
En 1867 realizó una figura de la Victoria para el Gabinete de Alessandri e hijo, presentado en la Exposición Universal de París.
El escultor Jean-Baptiste Carpeaux, autor del grupo de la danza de la ópera Garnier, fue compañero de Bernard. Carpeaux enfermó de cáncer en 1874. Al año siguiente Bernard le retrató durante la enfermedad en Niza. El busto es el resultado de dos sesiones de posado de una hora cada una. Cinco meses después falleció Carpeaux.

## Obras
Entre las mejores y más conocidas obras de Victor Bernard se incluyen las siguientes:
- Busto de Carpeaux enfermo. Existen diferentes reproducciones de esta obra. Bronce en el Museo Dahesh de Nueva York. Terracota en el Museo de Arte de Senlis (Oise). Terracota en el Museo de Orsay de París.
- Figura de la victoria que corona el Cabinet de Alessandri e hijo, expuesto en la Exposición Universal de París de 1867.[1] Conservado en la colección del Petit Palais de París.

- 1849, busto del abate Étienne Bonnot de Condillac.